# Europejska Nagroda Muzyczna MTV dla najlepszego rumuńskiego i mołdawskiego wykonawcy
Europejska Nagroda Muzyczna MTV dla najlepszego rumuńskiego i mołdawskiego wykonawcy – nagroda przyznawana przez redakcję MTV Rumunia  podczas corocznego rozdania MTV Europe Music Awards. Nagrodę dla najlepszego rumuńskiego wykonawcy po raz pierwszy przyznano w 2002 roku. W latach 2008–2010 nagroda przyznawana była także artystom mołdawskim. O zwycięstwie decydują widzowie za pomocą głosowania internetowego i telefonicznego (smsowego).

## Laureaci oraz nominowani do nagrody MTV
| Rok  | Laureat                    | Nominowani                                                                                             |
| ---- | -------------------------- | --- |
| 2002 | Animal X                   | - B.U.G. Mafia - Class - Partizan - Zdob și Zdub                                                       |
| 2003 | AB4                        | - Andra vs. Tiger One - O-Zone - Paraziții - Voltaj                                                    |
| 2004 | Ombladon (gościnnie: Raku) | - Activ - Cargo - Firma - O-Zone                                                                       |
| 2005 | Voltaj                     | - Akcent - DJ Project - Morandi - Paraziții                                                            |
| 2006 | DJ Project                 | - Blondy - Morandi - Paraziții - Simplu                                                                |
| 2007 | Andreea Bănică             | - Alex - Activ - DJ Project - Simplu                                                                   |
| 2008 | Morandi                    | - Andra - Crazy Loop - Smiley - Tom Boxer oraz Anca Parghel i Fly Project                              |
| 2009 | Inna                       | - David Deejay (gościnnie: Dony) - Puya (gościnnie: George Hora) - Smiley - Tom Boxer (gościnnie: Jay) |
| 2010 | Inna                       | - Connect-R - Dan Bălan - Deepcentral - Edward Maya i Vika Jigulina                                    |
| 2011 | Alexandra Stan             | - Fly Project - Guess Who - Puya - Smiley                                                              |
| 2012 | Vunk                       | - CRBL - Grassu XXL - Guess Who - Maximilian                                                           |
| 2013 | Smiley                     | - Antonia - Corina - Loredana Groza - What’s Up i Andra                                                |
| 2014 | Andra                      | - Smiley - Elena Gheorghe - Maxim - Antonia                                                            |
| 2015 | Inna                       | - Dan Bittman - Feli - Randi - Smiley                                                                  |